# 94-та піхотна дивізія (США)
94-та піхотна дивізія (США) (англ. 94th Infantry Division (United States) — військове з'єднання, піхотна дивізія армії США. Дивізія брала участь у бойових діях Другої світової війни.
З'єднання формувалось за часів Першої світової війни, але участі в бойових діях взяти не встигло. З 1921 по 1942 перебувало в Корпусі організованого Резерву. У роки Другої світової дивізія взяла активну участь у боях на Західному фронті з 1944 по 1945 роки. З 1956 по 1963 знову знаходилась у складі Резерву армії країни, а з 1963 року мала назву штаб 94-го дивізійного командування, доки у 1967 році не перейшла до складу Національної гвардії армії США.
94-е резервне армійське командування грало роль регіонального органу військового управління над більшістю резервних частин у шести штатах Нової Англії: Мен, Массачусетс, Вермонт, Нью-Гемпшир, Коннектикут та Род-Айленд.
За станом на 2017 рік, 94-та піхотна дивізія підтримки сил організаційно входить до складу Резерву армії, підпорядковується 80-му тренувальному командуванню та базується у Форті Грегг-Адамс, у штаті Вірджинія.

## Історія
94-та піхотна дивізія розпочала формування, як 94-та Пуерто-риканська дивізія, що базувалась на Пуерто-Рико та комплектувалась іспаномовними мешканцями острову. У дивізії розгорнули 373, 374 та 375-й піхотні полки, однак через завершення війни в Європі з'єднання розформували.
У 1921 році дивізію знову активували та включили до складу Корпусу організованого Резерву, де вона отримала назву «Дивізія пілігримів».
15 вересня 1942 року у Форт Кластері, поблизу Каламазу, в штаті Мічиган розпочалось формування повноцінної піхотної дивізії. 6 серпня 1944 року після завершення розгортання з'єднання та проведення повного циклу підготовки, її перекинули морем до Західної Європи, де вона увійшла до складу XIII-го армійського корпусу 9-ї армії.
Дивізія висадилась на плацдармі «Юта» та звідсіля була спрямована до Бретані, де змінила 6-ту американську бронетанкову дивізію, яка провадила облогу французьких морських портів та міст Лор'ян і Сен-Назер. На початку Нового 1945 року 94-та піхотна дивізія перейшла у підпорядкування 12-ї групи армій генерала О.Бредлі. У складі цього об'єднання її ввели до 20-го армійського корпусу 3-ї армії генерала Паттона. Завданням піхотної дивізії була заміна 90-ї дивізії, що утримувала позиції на ділянці фронту поблизу люксембурзького міста Вассербіліг напроти лінії Зігфрида.
23 січня 1945 року, біля містечка Теттінген, Третій Рейх, майстер-сержант Ніколас Орешко, будучи командиром взводу роти «С», діючи власноруч, атакував та вивів зі строю німецький бункер. Згодом, незважаючи на отримане серйозне поранення, атакував та зруйнував ще одну довгочасну вогневу споруду. За цей подвиг він був удостоєний Медалі Пошани.
З лютого 1945 року 94-та дивізія прорвала оборонні позиції німців на Західному валі та продовжувала наступ вглиб території Німеччини, вела бої за міста Саарбург, Зерріг. Надалі билась за німецькі міста Церф, Лампаден та Ольмут і до 21 березня вийшла на рубіж річки Рейн. У затятих вуличних боях підрозділи 94-ї піхотної та 12-ї бронетанкової дивізій протягом декількох днів змагались за опанування Людвігсгафена-на-Рейні.
Після цього дивізія була перекинута залізницею та автомобільним транспортом до Крефельда, де вона змінила 102-гу піхотну дивізію, що утримувала західний фланг Рурського котла, де союзники оточили війська групи армій «B» генерал-фельдмаршала В.Моделя. У середині квітня 1945 року дивізія перепризначена на заміну 101-ій повітряно-десантній дивізії, що виконувала адміністративно-окупаційні функції в районі Крефельда та Дюссельдорфа. Тут дивізія виконувала завдання до оголошення про завершення воєнних дій у Європі. З червня до листопада 1945 року 94-та дивізія входила до складу сил у визволеній Чехословаччині.
9 лютого 1946 року дивізія після повернення до США була розформована у Кемп-Рукер, Алабама.
За 209 днів бойових дій на Західному фронті дивізія втратила 6 533 особи, зокрема 1 009 — загинули в боях, 4 789 — були поранені, 116 — зниклий безвісти та 619 — потрапили у полон.
За час воєнних дій 1 військовослужбовець став кавалером Медалі Пошани, 54 вояки нагороджені — хрестом та два — медаллю «За видатні заслуги»; 510 військових дивізії удостоєні Срібної Зірки, 2 792 — Бронзової Зірки, 10 — Легіону Заслуг, 12 — Солдатської й 66 — Повітряної медалей.
У післявоєнний час дивізія була знову активована у 1956 році, а з 1963 року мала назву штаб 94-ого дивізійного командування, доки у 1967 році не перейшла до складу Національної гвардії армії США. Підрозділи з'єднання за часів Холодної війни брали участь у подіях воєнних дій у В'єтнамі, залучались до стратегічних навчань «Брайт Стар», REFORGER. У 1991 році вояки 94-ї дивізії бились у боях війни в Перській затоці.
Після терактів 11 вересня 2001 року, дивізія залучалась до комплексу антитерористичних заходів, зокрема до операції «Нобл Ігл», а згодом військовики брали участь у бойових діях в Афганістані та в Іраку.